# Enrico Tach
Enrico Tach (* 6. Dezember 1974 in Pieve di Cadore) ist ein früherer italienischer Biathlet.
Enrico Tach lebt in Sappada. Er begann 1991 mit dem Biathlonsport. Er debütierte gegen Ende der Saison 1996/97 in Antholz im Biathlon-Weltcup. Schon in seinem ersten Einzel gewann er als 20. erste Weltcuppunkte. Kurz darauf nahm der Italiener in Osrblie an den Biathlon-Weltmeisterschaften 1997 teil. Er kam mit Hubert Leitgeb, Helmuth Messner und Pieralberto Carrara im Mannschaftsrennen zum Einsatz und erreichte mit ihnen den zehnten Platz. Kurz nach der WM erreichte er mit Wilfried Pallhuber, Carrara und René Cattarinussi als Startläufer einer Staffel in Nagano seine beste Platzierung im Weltcup. Zum Beginn der Saison 1998/99 lief er in Hochfilzen auf einen 12. Platz und erreichte damit sein bestes Ergebnis in einem Einzelrennen. In der Gesamtwertung der Saison wurde Tach 44. und erreichte auch hier sein bestes Resultat der Karriere. Nächstes Großereignis wurden die Biathlon-Weltmeisterschaften 2000 am Holmenkollen in Oslo, bei denen der Italiener im Einzel zum Einsatz kam und dieses auf dem 64. Rang beendete. Ein Jahr später kam er in Pokljuka in drei Rennen zum Einsatz. Durch einen 57. Platz im Sprint konnte er sich für das Verfolgungsrennen der besten 60 qualifizieren, in dem er den 59. Platz erreichte. Mit Patrick Favre, Pallhuber und Cattarinussi lief er im Staffelrennen auf Platz zehn. Im weiteren Verlauf der Saison nahm Tach auch noch an den Militär-Skiweltmeisterschaften 2001 in Jericho teil und wurde dort 20. des Sprintrennens. Die Saison 2001/02 wurde zur letzten des Italieners. Höhepunkt wurden die Biathlon-Europameisterschaften 2002 in Kontiolahti. Tach erreichte zum Ende seiner Karriere den 49. Platz im Einzel und wurde mit Theo Senoner, Sergio Bonaldi und Christian Hofer als Schlussläufer der Staffel Elfter.

## Bilanz im Biathlon-Weltcup
Die Tabelle zeigt alle Platzierungen (je nach Austragungsjahr einschließlich Olympische Spiele und Weltmeisterschaften).
- 1.–3. Platz: Anzahl der Podiumsplatzierungen
- Top 10: Anzahl der Platzierungen unter den ersten zehn (einschließlich Podium)
- Punkteränge: Anzahl der Platzierungen innerhalb der Punkteränge (einschließlich Podium und Top 10)
- Starts: Anzahl gelaufener Rennen in der jeweiligen Disziplin

| Platzierung | Einzel | Sprint | Verfolgung | Massenstart | Team | Staffel | Gesamt |
| ----------- | ------ | ------ | ---------- | ----------- | ---- | ------- | ------ |
| 1. Platz    |        |        |            |             |      |         |        |
| 2. Platz    |        |        |            |             |      |         |        |
| 3. Platz    |        |        |            |             |      |         |        |
| Top 10      |        |        |            |             | 1    | 6       | 7      |
| Punkteränge | 3      | 4      | 1          |             | 1    | 8       | 17     |
| Starts      | 14     | 25     | 9          |             | 1    | 8       | 57     |